# David Redfern
David Redfern (7. června 1936, Ashbourne – 23. října 2014, Uzès) byl anglický fotograf, který se specializoval na fotografování hudebníků. Během osmdesátých let působil jako oficiální fotograf při koncertních turné zpěváka Franka Sinatry. Během své kariéry fotografoval mnoho dalších hudebníků, mezi které patří například Bob Dylan, Miles Davis a Jimi Hendrix. Roku 1999 vydal knihu nazvanou The Unclosed Eye. Roku 2008 prodal své fotografie fotobance Getty Images. Zemřel na rakovinu v roce 2014 ve věku 78 let.

## Knihy
- The Unclosed Eye: The Music Photography of David Redfern. Londýn: Sanctuary Publishing Limited, 1999). ISBN 1-86074-255-6.
- The Unclosed Eye: The Music Photography of David Redfern, rozšířené druhé vydání. Vlastní vydání, 2005. ISBN 0-9550718-0-1.